# Eagle Pass (Kolumbia Brytyjska)
Eagle Pass (z ang. „Przełęcz Orla”) – przełęcz w Monashee Mountains w paśmie Gold Range na wysokości 550 m n.p.m. Oddziela zlewisko rzeki Kolumbia od zlewiska Fraser (przez jezioro Shuswap i rzekę Thompson). Administracyjnie znajduje się w Kolumbii Brytyjskiej w Kanadzie.
Przez Eagle Pass przebiega autostrada transkanadyjska oraz główna linia Kolei Transkanadyjskiej. Odcinek przez przełęcz był ostatnim etapem konstrukcji linii kolejowej. Ostatni jej fragment powstał w Craigellachie w 1885 roku.
Najbliższym przełęczy miastem jest Revelstoke, około 20 km na wschód od niej.
Nazwę przełęczy nadał jej Walter Moberly, poszukujący dogodnej lokalizacji do przeprowadzenia linii kolejowej przez Monashee.

## Źródła
- BC Geographical Names: Eagle Pass